# Ghoulies
Ghoulies ist eine US-amerikanische Horrorkomödie von Luca Bercovici aus dem Jahr 1985. Es ist der erste Film der Ghoulies–Tetralogie.

## Handlung
Malcom Graves ist der Anführer einer satanischen Sekte und will bei einer Zeremonie sein eigenes Kind Jonathan opfern. Gerade als er das Kind mit einem Opferdolch töten will, interveniert dessen Mutter und legt ihrem Sohn einen Talisman an, der ihn vor bösen Mächten beschützt. Malcom schickt den Jungen mit seinem Diener Wolfgang weg und opfert stattdessen seine Frau. Malcolm stirbt später und der Kult löst sich auf.
25 Jahre später erbt der nun erwachsene Jonathan das Anwesen seines Vaters und zieht mit seiner Freundin Rebecca dort ein. Nach einer durchzechten Einzugsparty mit seinen Freunden beschließt er das College zu schmeißen und sich nur noch um die Renovierung des Anwesens zu kümmern. Er gerät immer tiefer in die Fänge des Satanismus. Malcolms Geist befiehlt ihn den Ritualort aufzusuchen. Dort beschwört er mehrere Kreaturen, sogenannte Ghoulies, die ihm zu Diensten sein sollen. Sein Charakter verändert sich und er beginnt nichts mehr zu essen und nur noch für seine Rituale zu leben. Dies bleibt auch Rebecca nicht verborgen. Eines Tages platzt sie mitten in ein Ritual. Nach einem heftigen Streit trennen sich die beiden.
Jonathan beschwört in der Nacht die beiden Zwerge Grizzel und Greedigut, die ihm anbieten, alles zu beschaffen. So gelingt es ihm Rebecca unter seinen Einfluss zu bekommen. Er verhext sie. Bei einem komplexen Ritual soll er nun noch mehr Macht bekommen. Dazu lädt er seine Freunde ein, die bei dem Ritual mitmachen sollen. Doch er wurde hereingelegt: das Ritual lässt Malcom auferstehen, der seinen Fehler vor 25 Jahren ausmerzen will, indem er Jonathan tötet. Derweil stürzen sich die Ghoulies auf seine Freunde und töten auch Rebecca. Jonathan konfrontiert Malcolm, der Rebecca als Ablenkung wiedererweckt. In letzter Minute erscheint Wolfgang, der nun über eigene magische Kräfte verfügt. Er besiegt Malcolm und die beiden verschwinden.
Nach dem Tod von Malcolm verschwinden auch die Ghoulies und die Freunde von Jonathan stehen wieder von den Toten auf. Das Haus beginnt zu beben und droht einzustürzen. Rebecca und Jonathan können zusammen mit einem der Freunde fliehen. Im Auto erscheinen die Ghoulies und stürzen sich auf den Freund.

## Hintergrund
Ghoulies entstand mit Unterstützung von Charles Bands Produktionsfirma Empire Pictures. Es handelt sich um Luca Bercovicis Regiedebüt. Bercovici war auch zusammen mit Jefery Levs für das Drehbuch verantwortlich. Der Film entstand mit einem Budget von 5,5 Millionen US-Dollar und wurde ab dem 30. Januar 1984 nach einer fünfmonatigen Pre-Production in Los Angeles gedreht. Während der Dreharbeiten kam es zu einem Rechtsstreit mit dem Distributor Hemdale Film Corporation, die Band vorwarfen, über die möglichen Heimkinoauswertung gelogen zu haben. In der Folge trat Hemdale vom Film zurück.
Obwohl dem Film häufig vorgeworfen wird, eine Art Mockbuster von Gremlins – Kleine Monster (1984) zu sein, wurden beide Filme gleichzeitig gedreht. Warner Bros. Entertainment versuchten zu verhindern, dass Ghoulies als Filmtitel genutzt werde, unterlagen aber vor Gericht. Ghoulies startete jedoch einige Monate nach Gremlins, da Band in finanzielle Nöte geriet.
Der Film hatte seine Premiere am 18. Januar 1985 und erhielt einen Kinostart in 350 Kinos.
In Deutschland wurde der Film am 30. April 1986 von Vestron Video für den Heimvideomarkt veröffentlicht. Der Film wurde am 30. September 1986 von der Bundesprüfstelle für jugendgefährdende Schriften (BPjS, heute Bundeszentrale für Kinder- und Jugendmedienschutz) indiziert und erst am 31. August 2004 von der Liste der jugendgefährdenden Medien gestrichen. Eine um sechs Minuten gekürzte Version erschien später über Concorde Video.

## Rezeption
Das Lexikon des internationalen Films schrieb: „Mit teilweise krassen Einfällen, drittklassigen Trickeffekten und Horrorpuppen inszenierte Schauermär, die versucht, überzeugendere Vorbilder zu kopieren.“

## Fortsetzungen
Insgesamt erschienen drei Fortsetzungen, bei denen jedoch andere Regisseure verantwortlich waren. Peter Liapis kehrte beim vierten Teil zurück.
- 1987: Ghoulies II (Regie: Albert Band)
- 1990: Ghoulies III (Regie: John Carl Buechler)
- 1994: Ghoulies IV (Regie: Jim Wynorski)